# Dálnice 0
Die Dálnice 0 (tschechisch für „Autobahn 0“), auch als Pražský okruh (tschechisch für „Prager Ring“) bezeichnet, ist eine Autobahn in Tschechien und als am äußeren Rand des Stadtgebietes verlaufender Autobahnring von Prag konzipiert. Strahlenförmig zweigen von ihm, wenn fertiggestellt, die Autobahnen D1, D3, D4, D5, D6, D7, D8, D10 und D11 ab.
Derzeit besteht die D0 aus einem 36 km langen südlichen Bogen zwischen der D7 im Nordwesten und der D1 im Südosten Prags und einem kurzen Abschnitt zwischen der D10 und der Silnice I/12 im Osten.
Bis zum 31. Dezember 2015 hatte der Prager Ring den Status einer Schnellstraße und hieß Rychlostní silnice 1 (R1).

## Bau

### 1977–2001
1977 wurde mit dem Bau des ersten 7,4 km langen Teilabschnittes Slivenec – Třebonice im Westen Prags begonnen, welcher 1983 eröffnet wurde.
1984 folgte im Osten der Abschnitt Satalice – Počernice und 1993 die Fortsetzung Počernice – Běchovice.
Die Verlängerung im Westen Prags von Třebonice über Řepy nach Ruzyně wurde 2000/2001 eröffnet.

Infotafel auf dem Autobahnring

### 2006–2010
2006–2010 wurde ein insgesamt 23 km langer zusammenhängender Abschnitt im Süden errichtet. Dieser stellt nun die Verbindung zwischen der D1 bei Modletice und dem westlichen Abschnitt ab Slivenec her. Der Teilabschnitt D1 – Vestec befand sich seit September 2008 im Bau und wurde im Spätsommer 2010 fertiggestellt. Er umfasst 8,75 km und sollte 3,326 Mrd. CZK (ca. 130 Mio. Euro) kosten. Der Abschnitt Vestec–Lahovice umfasst 8,34 km und wurde im Dezember 2006 begonnen. Er umfasst einen 1,9 km langen Tunnel. Dieser 4,52 Mrd. CZK (ca. 180 Mio. Euro) teure Abschnitt wurde ebenfalls im Spätsommer 2010 fertiggestellt. An der Anschlussstelle der D4 trifft dieser Abschnitt auf den Abschnitt nach Slivenec. Dieser ist 6,03 km lang und umfasst einen 1,62 km langen Tunnel. Baubeginn dieses 7,51 Mrd. CZK (ca. 300 Mio. Euro) teuren Abschnittes war Juni 2006. Diese drei Bauabschnitte wurden am 20. September 2010 eröffnet.
Mit Fertigstellung dieser drei Bauabschnitte umfasst die D0 eine Länge von 40 km. Von den neun Autobahnen um Prag sind nun sechs an den Autobahnring angeschlossen. Die D8, D11 und D10 sind noch nicht mit dem Hauptteil des Außenrings verbunden.

### Planungen
Ab 2023 sollte die 13 Kilometer lange Verbindung zwischen der D1 bei Modletice und der I/12 bei Běchovice errichtet werden. Durch Verzögerungen in der Ausschreibung, die jetzt im Juni 2024 abgeschlossen sein soll, wird der Baustart frühestens im weiteren Verlauf des Jahres erfolgen und die voraussichtliche Fertigstellung nicht vor 2027 sein.
Der Weiterbau im Norden zwischen der D7 (Ruzyně) und der D8 (Březiněves) mit zwei Bauabschnitten war für den Zeitraum 2026 bis 2030 und der abschließende im Osten bis zur D10 (Satalice) für nach 2030 geplant. Zwischenzeitlich sind die Planungen intensiviert worden und für alle drei Bauabschnitte wird im Laufe von 2024 die Genehmigung der Projektpläne erwartet, die Baugenehmigungen sollen 2026 vorliegen und 2027 der Baustart erfolgen. Mit einer Fertigstellung ist voraussichtlich 2030 zu rechnen.